# Bullard (Teksas)
Bullard – miasto w Stanach Zjednoczonych, w stanie Teksas, w hrabstwie Cherokee.